# Sho Baraka
Sho Baraka, pseudonimo di Amisho Baraka Lewis (Alberta, 10 gennaio 1979), è un rapper canadese naturalizzato statunitense.

## Biografia
Sho Baraka ha ottenuto la sua prima entrata nella Billboard 200 con l'album in studio Lions and Liars, entrato al 149º posto della classifica. Il terzo disco Talented 10th, invece, ha fatto il debutto alla 108ª posizione della graduatoria LP statunitense. Sono poi usciti i dischi The Narrative (2016) e So Many Feelings (2018).

## Discografia

### Album in studio
- 2007 – Turn My Life Up
- 2010 – Lions and Liars
- 2013 – Talented 10th
- 2016 – The Narrative
- 2018 – So Many Feelings (con Vanessa Hill)

### EP
- 2017 – The Narrative, Vol. 2: Pianos & Politics

### Singoli
- 2015 – Insecure (Maybe) (con James Portier)
- 2020 – Their Eyes Were Watching
- 2021 – After the Funeral
- 2021 – Real Ones Winning (con R-Swift feat. Avila)
- 2022 – Where Do We Go?
- 2022 – Black as Heaven (feat. Mag.44)